# Scyliorhinus hesperius
 Scyliorhinus hesperius és una espècie de peix de la família dels esciliorrínids i de l'ordre dels carcariniformes.

## Morfologia
- Les femelles poden assolir 47 cm de longitud total.[1]

## Reproducció
És ovípar.

## Hàbitat
És un peix marí que viu entre 274-457 m de fondària.

## Distribució geogràfica
Es troba a Hondures, Panamà i Colòmbia.